# Bataille de Gagra
Guerre d'Abkhazie
Batailles
- Siège de Tkvartcheli
- Bataille de Gagra
- Massacre de Kamani
- Bataille de Soukhoumi (Blocus de l'aéroport)

La bataille de Gagra est livrée du 1er au 6 octobre 1992 pendant la guerre d'Abkhazie. Elle oppose des forces géorgiennes aux sécessionnistes abkhazes appuyés par des combattants de la Confédération des Peuples des Montagnes du Nord-Caucase. Les alliés, commandés par le seigneur de la guerre tchétchène Chamil Bassaïev, s'emparent lors d'une attaque surprise de la ville de Gagra, défendue par des troupes géorgiennes en infériorité numérique mais équipées de davantage de blindés que leurs adversaires.
La victoire des sécessionnistes est suivie par un nettoyage ethnique de la population géorgienne locale. La bataille est l'une des plus sanglantes du conflit et constitue un tournant décisif dans le cours de la guerre. Elle entraîne notamment une détérioration sérieuse des relations entre la Géorgie et la Russie, la première suspectant la seconde d'avoir envoyé des conseillers militaires aux côtés des rebelles.

## Sources
- (en) Cet article est partiellement ou en totalité issu de l’article de Wikipédia en anglais intitulé « Battle of Gagra » (voir la liste des auteurs).